# Équipe de Slovaquie des moins de 17 ans de football
Maillots
L'équipe de Slovaquie des moins de 17 ans est une sélection de joueurs de moins de 17 ans au début des deux années de compétition placée sous la responsabilité de la Fédération slovaque de football. 
L'équipe a été demi-finaliste du Championnat d'Europe des moins de 17 ans, a participé une fois à la Coupe du monde des moins de 17 ans.

## Parcours

### Parcours en Championnat d’Europe
| - 1995 : 1er tour - 1996 : 1er tour - 1997 : Quart-de-finaliste - 1998 : Non qualifiée - 1999 : Quart-de-finaliste - 2000 : Quart-de-finaliste - 2001 : Non qualifiée - 2002 : Non qualifiée - 2003 : Non qualifiée - 2004 : Non qualifiée - 2005 : Non qualifiée - 2006 : Non qualifiée - 2007 : Non qualifiée - 2008 : Non qualifiée |  | - 2009 : Non qualifiée - 2010 : Non qualifiée - 2011 : Non qualifiée - 2012 : Non qualifiée - 2013 : Demi-finaliste - 2014 : Non qualifiée - 2015 : Non qualifiée - 2016 : Non qualifiée - 2017 : Non qualifiée - 2018 : Non qualifiée - 2019 : Non qualifiée - 2020 - 2021 : Éditions annulées - 2022 : Non qualifiée - 2023 : Non qualifiée - 2024 : 1er tour |

### Parcours en Coupe du monde
- 1995 : Non qualifiée
- 1997 : Non qualifiée
- 1999 : Non qualifiée
- 2001 : Non qualifiée
- 2003 : Non qualifiée
- 2005 : Non qualifiée
- 2007 : Non qualifiée
- 2009 : Non qualifiée
- 2011 : Non qualifiée
- 2013 : Huitièmes de finale
- 2015 : Non qualifiée
- 2017 : Non qualifiée
- 2019 : Non qualifiée
- 2023 : Non qualifiée